# Stig Alftin
Stig Evert Alftin, född 15 mars 1929 i Alfta församling, Gävleborgs län, död 7 maj 2008 i Bollnäs församling, Gävleborgs län, var en svensk metallarbetare och politiker (socialdemokraterna). 
Stig Alftin var statsrådsersättare för Bertil Löfberg i riksdagen 1974–1975 och därefter riksdagsledamot 1975–1985 för Gävleborgs läns valkrets. Han är gravsatt i minneslunden på Bollnäs kyrkogård.